# Greg Daniels
Gregory Martin Daniels, detto Greg (New York, 13 giugno 1963), è uno scrittore, regista e produttore televisivo statunitense.
È noto per il suo lavoro in diverse serie televisive, tra cui The Office, Saturday Night Live, I Simpson, Parks and Recreation e King of the Hill, quattro delle quali sono apparse tra i migliori 100 show televisivi secondo la lista del giornalista di Time James Poniewozik "All Time 100 TV Shows". Daniels ha frequentato l'Università di Harvard dove divenne amico di Conan O'Brien. Il loro primo testo accreditato è stato per Not Necessarily the News, prima che venissero licenziati a causa di tagli al budget. Alla fine è diventato uno scrittore per due serie di lunga durata: Saturday Night Live e I Simpson.
Si è unito allo staff di sceneggiatori de I Simpson durante la quinta stagione e ha scritto diversi episodi classici tra cui Il matrimonio di Lisa, Bart si vende l'anima e 22 cortometraggi di Springfield. Ha lasciato la serie per co-creare un'altra serie animata di lunga data, King of the Hill, con Mike Judge. La serie ha funzionato per tredici anni prima di essere cancellata nel 2009, con spettacoli non visti trasmessi in syndication nel 2010. Durante la serie, ha lavorato su diverse altre serie, tra cui la versione americana di The Office e Parks and Recreation. Nel 2016, è stato produttore esecutivo della serie TBS People of Earth fino alla cancellazione inaspettata dello show nel 2018. A partire dal 2020, Daniels e Steve Carell hanno co-creato una nuova commedia per Netflix intitolata Space Force con Carell protagonista, distribuita nel maggio 2020.

## Biografia
Gregory è il figlio di Judy, che lavorava alla biblioteca pubblica di New York, e Aaron Daniels, che era presidente della ABC Radio Network. Ha dichiarato di essersi interessato alla commedia guardando da bambino il Circuito volante di Monty Python, oltre a leggere libri dell'umorista SJ Perelman all'età di 11 anni. La sua prima battuta è stata una battuta di Carnac il Magnifico per suo padre che è stata successivamente utilizzata per l' episodio di The Office " The Dundies ".
Daniels ha frequentato la Phillips Exeter Academy e poi la Harvard University, dove ha scritto per l' Harvard Lampoon con Conan O'Brien. Dopo la laurea nel 1985, i due accettarono un lavoro presso Not Necessarily the News, ma furono presto licenziati a causa di tagli al bilancio.  I due in seguito incontrarono Lorne Michaels alla fine del 1987 e ricevettero una prova di tre settimane nello staff di sceneggiatori del Saturday Night Live.  Mentre faceva parte dello staff, ha vinto un Emmy Award per la scrittura eccezionale per un programma di varietà, musica o commedia. Daniels lasciò la redazione nel 1990.

## Carriera

### I SimpsoneKing of the Hill(1993–2009)
Daniels si è unito allo staff di sceneggiatori di The Simpsons nel 1993. Fu assunto nella quinta stagione in seguito alle partenze di molti membri della squadra di scrittori originali.  Il suo primo giorno coincise anche con l'ultimo giorno di O'Brien nella serie.
Quando si unì inizialmente alla serie, credeva che la serie fosse passata dopo gli "anni della gloria" e che avesse "perso la barca". Nella quinta stagione, Daniels ha scritto "Homer and Apu", "Secrets of a Successful Marriage" e il segmento "The Devil and Homer Simpson" di " Treehouse of Horror IV ".
Daniels ha ricevuto una nomination agli Emmy nella categoria "Outstanding Individual Achievement in Music and Lyrics" per la canzone "Who Needs The Kwik-E-Mart?" da "Omero e Apu". Per la sesta stagione, ha scritto "Homer Badman", "Lisa's Wedding" e il segmento "Time and Punishment" di " Treehouse of Horror V ". Quest'ultimo episodio è diventato il terzo della serie a vincere un Primetime Emmy Award per il programma animato eccezionale. Nella settima stagione, Daniels ha scritto " Bart Sells His Soul ", basato su una sua esperienza infantile. Il suo credito finale per la serie è stato per "22 cortometraggi su Springfield", nei quali ha lavorato come supervisore alla sceneggiatura insieme allo showrunner Josh Weinstein. Hanno avuto la responsabilità di collegare insieme tutte le storie.
Daniels ha lasciato The Simpsons per lavorare su King of the Hill al fianco di Mike Judge. Daniels ha riscritto la sceneggiatura pilota e creato diversi personaggi importanti che non sono apparsi nella prima bozza di Judge (inclusi Luanne e Cotton), nonché alcune idee di caratterizzazione (ad esempio, facendo di Dale Gribble un teorico della cospirazione ).
Daniels ha anche portato alcuni scrittori in Texas per fare delle ricerche con i quaderni dei reporter, un processo che avrebbe usato per The Office e Parks and Recreation. Judge, alla fine, era così soddisfatto dei contributi di Daniels che scelse di riconoscerlo come un co-creatore, piuttosto che accreditarlo come "sviluppatore" di solito riservato agli individui portati su un pilota scritto da qualcun altro. Durante la quinta e la sesta stagione, Judge e Daniels furono meno coinvolti nello spettacolo. Alla fine si concentrarono di nuovo sullo show, anche se Daniels diventò costantemente più coinvolto in altri progetti.

### The OfficeeParks and Recreation(2005-2015)
Nel 2005, Daniels adattò la famosa serie  mockumentary della BBC The Office per il pubblico americano. La serie fu giudicata con recensioni contrastanti, quindi gli autori lavorarono per renderlo più "ottimista" e rendere il personaggio principale, Michael Scott, più simpatico. La seconda stagione fu accolta meglio e fu nominata la seconda migliore serie TV del 2006 da James Poniewozik, scrivendo che "Il produttore Greg Daniels non ha creato una copia ma un'interpretazione che investiga su convenzioni di lavoro distintamente americane [...] con un tono che è più satirico e meno mordente. [. . . ] Il nuovo manager è diverso dal vecchio manager, e per me va bene. " Ha tenuto il discorso di accettazione alla 58ª edizione del Primetime Emmy Awards annuale quando la versione americana di The Office vinse il premio per la miglior serie comedy, e ha ricevuto un premio per la miglior sceneggiatura per una serie comedy alla 59ª edizione del Primetime Emmy Awards.
Dopo il successo di The Office, Ben Silverman ha chiese a Daniels di creare uno spin-off per la serie. Dopo aver preso in considerazione diverse idee, Daniels e il co-creatore Michael Schur alla fine decisero che la serie non avrebbe avuto uno spin-off perché Daniels e Schur "non riuscivano a trovare la soluzione giusta". Dopo che Amy Poehler accettò di interpretare il ruolo principale, decisero che la loro nuova serie dovesse essere incentrata attorno a una burocratista ottimista nella gestione di una piccola città. La premessa di Parks and Recreation è stata in parte ispirata dal ritratto della politica locale nella serie drammatica della HBO The Wire, nonché dal rinnovato interesse e ottimismo per la politica derivante dalle elezioni presidenziali degli Stati Uniti del 2008. La serie inizialmente ricevette recensioni contrastanti, proprio come The Office nella prima stagione, ma dopo un nuovo approccio al suo formato e tono, le stagioni successive ricevettero il plauso della critica. Per quattro anni, ha diviso il suo tempo tra The Office e Parks e Recreation, prima di tornare infine come showrunner a tempo pieno per The Office per la sua nona e ultima stagione.

### Progetti successivi (2012–)
Nel 2011, Daniels strinse un accordo con la NBC per produrre diverse serie per la Universal Television. Ha anche sviluppato la serie britannica Friday Night Dinner per il pubblico americano. Il remake è stato approvato per un pilota, che è stato scritto da Daniels e diretto da Ken Kwapis, e ha caratterizzato Allison Janney e Tony Shalhoub come madre e padre. Il pilota alla fine non è stato abbastanza valido per approvare le serie. Ha anche collaborato con Mindy Kaling e Alan Yang per lavorare su due diverse serie animate per NBC e ha stretto un accordo per produrre un nuovo pilota scritto dallo scrittore The Office Owen Ellickson e interpretato dal membro del cast di The Office Craig Robinson. È stato regista e produttore esecutivo della serie TBS People of Earth. Nel gennaio 2019, Netflix ha annunciato che avrebbe scritto e prodotto una nuova serie chiamata Space Force con Steve Carell, protagonista della precedente sitcom di Daniels The Office. Ha creato la serie di fantascienza originale di Amazon, Upload, che è sulla piattaforma di streaming da maggio 2020.

## Vita privata
Daniels ha incontrato Susanne Dari Lieberstein mentre rispondeva al telefono al Saturday Night Live per Lorne Michaels. Alla fine si sposarono ed ebbero quattro figli: Maya, Charlotte, Haley e Owen.  È la sorella di Paul Lieberstein, scrittore di King of the Hill e showrunner sostitutivo di The Office per Daniels. È stato anche il cognato del membro del cast di The Office, Angela Kinsey, fino al suo divorzio dallo scrittore di The Office, Warren Lieberstein, nel 2010.

## Lavoro

### Ricezione
Il lavoro di Daniels ha ricevuto un'accoglienza prevalentemente positiva. Fuori dalle sei serie tv le quali Daniels ha sviluppato, quattro di esse- Saturday Night Live, I Simpson, King of the Hill e The Office -furono nominate dal Time dal recensore James Poniewozik All Time 100 TV Shows 's. Il suo lavoro su The Simpsons ha ricevuto consensi dalla critica e dai fan. Due dei suoi episodi, "Bart Sells His Soul" e "22 Short Films About Springfield", sono stati elencati tra i primi cinque episodi preferiti del team creativo dello spettacolo nel 2003. Il creatore della serie Matt Groening e il produttore esecutivo James L. Brooks hanno menzionato i suoi episodi tra i loro preferiti.  Altri membri dello staff e diversi critici hanno elogiato il suo lavoro. Anche le sue altre serie animate e il suo primo credito come creatore, King of the Hill , hanno ricevuto recensioni positive. IGN l'ha nominata la 27a migliore serie televisiva animata e il sito si è complimentato principalmente con la serie per il suo umorismo sottile.
La sua prossima serie televisiva, The Office, si è classificata come lo spettacolo più votato della NBC per la maggior parte della sua carriera, secondo le valutazioni Nielsen. La serie è stata anche inserita in diverse liste delle migliori serie da numerose pubblicazioni tra cui Time, BuddyTV, Metacritic, The Washington Post, e Paste . I suoi crediti di scrittura per la serie sono spesso considerati i migliori della serie. Nonostante i suoi primi consensi, le stagioni successive hanno ricevuto critiche per un calo di qualità, in particolare dopo che Daniels fosse meno coinvolto. La successiva serie di Daniels, Parks and Recreation, è stata definita "la commedia più intelligente in TV" da Entertainment Weekly .
Daniels ha ricevuto numerosi premi e nomination. È stato candidato per venti Emmy e ne ha vinti quattro. Quelle vittorie sono per: Miglior sceneggiatura per un programma di varietà, musica o commedia per il suo lavoro su Saturday Night Live, Premio Primetime Emmy per il miglior programma animato per l'episodio dei Simpson, " Lisa's Wedding ", Miglior serie comedy per The Office e Miglior sceneggiatura per una serie comica per The Office : Gay Witch Hunt . Daniels è stato anche insignito del premio Outwriting Television Writer Award dell'Austin Film Festival nel 2008.
- Saturday Night Live (1987–1990) - scrittore
- Not Necessarily the News (1990) - scrittore
- Seinfeld (1992) - scrittore
  - "The Parking Space" (scritto con Larry David ) (1992)
- The Simpsons (1993–1996)   - coproduttore esecutivo, produttore, coproduttore e scrittore
  - "Treehouse of Horror IV" (segmento "The Devil and Homer Simpson" scritto insieme a Dan McGrath) (1993)
  - "Homer and Apu" (1994)
  - "Secrets of a Successful Marriage" (1994)
  - "Treehouse of Horror V" (segmento "Time and Punishment" scritto in collaborazione con Dan McGrath) (1994)
  - "Homer Badman" (1994)
  - "Lisa's Wedding" (1995)
  - "Bart Sells His Soul" (1995)
  - "22 Short Films About Springfield" (supervisione alla sceneggiatura) (1996)
- King of the Hill (1997–2009) - co-creatore, produttore esecutivo e scrittore
  - "Pilot" con Mike Judge (1997)
  - "Hank's Unmentionable Problem" (co-sceneggiatore con Mike Judge) (1997)
- The Office (2005–2013) - sviluppatore, show runner, produttore esecutivo, regista e scrittore
  - "Pilot" (co-autore) (2005)
  - "Basketball" (sceneggiatore e regista) (2005)
  - "The Dundies" (regista) (2005)
  - "Halloween" (sceneggiatore) (2005)
  - "The Client" (regista) (2005)
  - "Booze Cruise" (sceneggiatore) (2006)
  - "Valentine's Day" (regista) (2006)
  - "Drug Testing" (regista) (2006)
  - "Conflict Resolution" (sceneggiatore) (2006)
  - "Gay Witch Hunt" (sceneggiatore) (2006)
  - "The Coup" (regista) (2006)
  - "Traveling Salesmen" (regista) (2007)
  - "The Return" (regista) (2007)
  - "Beach Games" (co-sceneggiatore con Jennifer Celotta) (2007)
  - "Fun Run" (sceneggiatore e regista) (2007)
  - "Baby Shower" (regista) (2008)
  - "Niagara" (co-autore con Mindy Kaling ) (2009)
  - "Murder" (regista) (2009)
  - "PDA" (regista) (2011)
  - "Goodbye, Michael" (sceneggiatore) (2011)
  - "New Guys" (sceneggiatore e regista) (2012)
  - "Finale" (sceneggiatore) (2013)
- Parks and Recreation (2009–2015) - co-creatore, produttore esecutivo, regista e scrittore
  - "Pilot" (scritto con Michael Schur; regista) (2009)
  - "Hunting Trip" (regista) (2009)
  - "Pie-Mary" (regista) (2015)
- The Mindy Project (2013) - regista
  - "Mindy Lahiri is a Racist" (regista) (2013)
- People of Earth (2016-2017) - produttore esecutivo e regista
- Upload (2020) - creatore, produttore esecutivo e regista
- Space Force (2020) - co-creatore e produttore esecutivo
- Exploding Kittens (2024) - produttore esecutivo
- Common Side Effects (2025) - produttore esecutivo
- The Paper (2025) - co-creatore, produttore esecutivo e sceneggiatore